# Filmworks VIII: 1997
Filmworks VIII: 1997 est un album de John Zorn paru en 1998 sur le label Tzadik. Il présente la musique de deux films : The Port of Last Resort (1998), de Joan Grossman et Paul Rosdy; Latin Boys Go to Hell (1997), de Ela Troyano. Certaines pièces de The Port of Last Resort appartiennent au répertoire de Masada.

## Titres
| 1.    | Teqiah                | 3:07 |
| 2.    | Shanghai              | 2:35 |
| 3.    | Emunim                | 3:32 |
| 4.    | Ruan (Guitar Version) | 4:37 |
| 5.    | Ebionim               | 3:00 |
| 6.    | Ahavah                | 3:42 |
| 7.    | Ruan (Pipa Version)   | 3:37 |
| 8.    | Livant                | 1:54 |
| 9.    | Or Ne'Erav            | 6:58 |
| 10.   | Shanim                | 2:03 |
| 11.   | Ruan (Solo Piano)     | 3:42 |
| 12.   | Deseo                 | 2:28 |
| 13.   | Mentiras              | 2:15 |
| 14.   | Ansiedad              | 2:55 |
| 15.   | Locura                | 2:47 |
| 16.   | Sangre                | 1:02 |
| 17.   | Olvido                | 2:21 |
| 18.   | Engano                | 2:25 |
| 19.   | Traicon               | 2:25 |
| 20.   | Ilusion               | 2:43 |
| 21.   | Lagrimas              | 4:14 |
| 64:22 |                       |      |

## Personnel
The Port of Last Resort (1-11)
- Mark Feldman - violon
- Marc Ribot - guitares
- Erik Friedlander - violoncelle
- Min Xiao-Fen - pipa
- Greg Cohen - basse
- Anthony Coleman - piano

Latin Boys Go to Hell (12-21)
- Cyro Baptista - percussions
- Kenny Wollesen - batterie, vibraphone, percussions